# (14802) 1981 DJ2
A (14802) 1981 DJ2 a Naprendszer kisbolygóövében található aszteroida. Schelte J. Bus fedezte fel 1981. február 28-án.